# 토르핀 카를세프니
토르핀 카를세프니 토르다르손(고대 노르드어: Þorfinnr karlsefni Þórðarson [ˈθorˌfinːz̠ ˈkɑrlˌsevne ˈθoːrðɑz̠ˌson], 아이슬란드어: Þorfinnur karlsefni Þórðarson 토르피누르 카르틀세프니 토르다르손[ˈθɔrˌfɪnːʏr ˈkʰa(r)tl̥ˌsɛpnɪ ˈθourðarˌsɔːn])은 중세 아이슬란드의 모험가이다. 서기 1010년경 레이프 에이릭손이 도달한 빈란드로 가서 거기에 영구적 정착지를 세우려는 시도를 했다.

## 가계
토르핀 카를세프니의 부친은 토르드 헤스트호프디 스노라손(Þórðr hesthǫfði Snorrason→스노리의 아들 말대가리 토르드)이고, 모친의 이름은 토룬(Þórunn)이다. 토르드 헤스트호프디의 부친, 즉 토르핀의 친할아버지 이름은 스노리(Snorri)였고, 스노리의 부친, 즉 토르핀의 친증조부는 토르드 프라 호프다 뱌르나르손의 아들이다
토르핀은 오늘날의 아이슬란드 레위니스타뒤르에 있는 부친의 농장에서 자랐던 것으로 보인다. 이 농장은 아이슬란드 북부 스카가표르뒤르 만에 접해 있었고, 토르핀의 증조부 대부터 개척해 왔다. 《식민의 서》는 토르핀의 증조부 토르드가 노르웨이에서 아이슬란드로 이주해 왔음을 시사하는데, 원 고향이 확실히 노르웨이인지 여부는 불확실하다. 토르핀 본인도 나중에 탐험을 접고 은퇴한 뒤 여기로 돌아와 여생을 보냈다. 《에이리크 사가》에서는 토르핀이 증조부 대부터 일군 농장으로 돌아갔다고 하고, 《그린란드 사람들의 사가》에서는 글라움뷔에 새 땅을 샀다고 한다.
하우크 에를렌드손이 쓴 《하우크의 서》에 토르핀의 가계에 대해 더 상세한 이야기가 있다. 하우크는 토르핀의 후손을 자처했기에 이 부분에 있어 특별한 이해관계가 있었던 것으로 보인다. 하지만 토르핀의 증조부 토르드에서 더 거슬러올라가면 하우크의 기록은 다른 기록들과 불일치를 나타내며, 《평평한 섬의 서》 쪽에 나온 가계가 더 신뢰할 만한 것으로 여겨진다. 이하 #가계도에는 따로 표시되지 않았지만, 토르핀은 자신이 여족장 아우드 듀푸드가의 자손이라고도 주장했다.

## 내력
토르핀의 이야기는 《그린란드 사람들의 사가》, 《붉은 에이리크의 사가》에 기록되어 있다. 이 두 사가를 통틀어 "빈란드 사가들"이라고 한다. 다만 양자의 세부 내용은 상당히 다른 점이 많다.
토르핀 카를세프니는 그린란드에서 토르스테인 에이릭손의 미망인 구드리드 토르뱌르나르도티르를 만나 그녀와 결혼했다. 구드리드는 토르핀과 결혼하기 전까지 전남편의 형제 레이프 에이릭손의 보살핌을 받고 있었다. 레이프는 아버지 에이리크 라우디가 남긴 브라타흘리드의 농장을 거점으로 살고 있었고, 에이리크 라우디는 1003년경의 돌림병에 휘말려 이 시점에는 이미 죽었다.
토르핀은 구드리드의 고집으로 빈란드로 가기로 마음먹었다. 레이프는 빈란드에 자기가 지어놓고 온 집을 토르핀 부부에게 넘겨주기로 했는데, 내심 불쾌해했던 것 같다. 토르핀 부부와 함께 빈란드로 간 사람들 중에는 레이프의 누이 또는 이복누이 프레위디스 에이릭스도티르도 있었다.
《그린란드 사람들의 사가》에서 토르핀은 남자 60명과 여자 5명으로 이루어진 일행을 데리고 레이프와 토르발드 에이릭손이 앞서 개척했던 항로를 따라갔다. 한편 《붉은 에이리크의 사가》에서는 남자 140명을 나눠 태운 배 세 척을 몰고 갔고, 항해 과정도 더 상세하게 서술하고 있다.
구드리드는 빈란드에서 토르핀의 아들을 낳았고, 이름을 스노리 토르핀손이라고 했다. 토르핀의 식민지의 정확한 위치는 알려져 있지 않으나, 캐나다 뉴펀들랜드의 랑스 오 메도즈일 가능성이 있어 보인다.

## 가계도
《평평한 섬의 서》 내용에 따른 토르핀의 가계는 다음과 같다.
| 라그나르 로드브로크 Ragnar loðbrók |                                    |                                    |                                    |                                    |                                    |                                    |                                    |                                     |                                     |                                     |                                     |                                     |                                     |                                       |                                       |                                       |                                       |                                       |                                       |              |              |                                                      |                                                      |                                                      |                                                      |                                                      |                                                      |  |  |
|                                    |                                    |                                    |                                    |                                    |                                    |                                    |                                    |                                     |                                     |                                     |                                     |                                     |                                     |                                       |                                       |                                       |                                       |                                       |                                       |              |              |                                                      |                                                      |                                                      |                                                      |                                                      |                                                      |  |  |
| 뵤른 야른시다 Bjǫrn Járnsíða       |                                    |                                    |                                    |                                    |                                    |                                    |                                    |                                     |                                     |                                     |                                     |                                     |                                     |                                       |                                       |                                       |                                       |                                       |                                       |              |              |                                                      |                                                      |                                                      |                                                      |                                                      |                                                      |  |  |
|                                    |                                    |                                    |                                    |                                    |                                    |                                    |                                    |                                     |                                     |                                     |                                     |                                     |                                     |                                       |                                       |                                       |                                       |                                       |                                       |              |              |                                                      |                                                      |                                                      |                                                      |                                                      |                                                      |  |  |
| 아슬락소나르 Áslákssonar           |                                    |                                    |                                    |                                    |                                    |                                    |                                    |                                     |                                     |                                     |                                     |                                     |                                     |                                       |                                       |                                       |                                       |                                       |                                       |              |              |                                                      |                                                      |                                                      |                                                      |                                                      |                                                      |  |  |
|                                    |                                    |                                    |                                    |                                    |                                    |                                    |                                    |                                     |                                     |                                     |                                     |                                     |                                     |                                       |                                       |                                       |                                       |                                       |                                       |              |              |                                                      |                                                      |                                                      |                                                      |                                                      |                                                      |  |  |
| 흐로알드 흐뤼그 Hróaldr hryggr     | 흐로알드 흐뤼그 Hróaldr hryggr     | 흐로알드 흐뤼그 Hróaldr hryggr     | 흐로알드 흐뤼그 Hróaldr hryggr     | 흐로알드 흐뤼그 Hróaldr hryggr     | 흐로알드 흐뤼그 Hróaldr hryggr     |                                    |                                    |                                     |                                     |                                     |                                     |                                     |                                     | 캬르발 이라코눙그 Kjarvalr Írakonungr | 캬르발 이라코눙그 Kjarvalr Írakonungr | 캬르발 이라코눙그 Kjarvalr Írakonungr | 캬르발 이라코눙그 Kjarvalr Írakonungr | 캬르발 이라코눙그 Kjarvalr Írakonungr | 캬르발 이라코눙그 Kjarvalr Írakonungr |              |              |                                                      |                                                      |                                                      |                                                      |                                                      |                                                      |  |  |
| 흐로알드 흐뤼그 Hróaldr hryggr     | 흐로알드 흐뤼그 Hróaldr hryggr     | 흐로알드 흐뤼그 Hróaldr hryggr     | 흐로알드 흐뤼그 Hróaldr hryggr     | 흐로알드 흐뤼그 Hróaldr hryggr     | 흐로알드 흐뤼그 Hróaldr hryggr     |                                    |                                    |                                     |                                     |                                     |                                     |                                     |                                     | 캬르발 이라코눙그 Kjarvalr Írakonungr | 캬르발 이라코눙그 Kjarvalr Írakonungr | 캬르발 이라코눙그 Kjarvalr Írakonungr | 캬르발 이라코눙그 Kjarvalr Írakonungr | 캬르발 이라코눙그 Kjarvalr Írakonungr | 캬르발 이라코눙그 Kjarvalr Írakonungr |              |              |                                                      |                                                      |                                                      |                                                      |                                                      |                                                      |  |  |
| 뵤른 뷔르두스묘르 Bjǫrn byrðusmjǫr | 뵤른 뷔르두스묘르 Bjǫrn byrðusmjǫr | 뵤른 뷔르두스묘르 Bjǫrn byrðusmjǫr | 뵤른 뷔르두스묘르 Bjǫrn byrðusmjǫr | 뵤른 뷔르두스묘르 Bjǫrn byrðusmjǫr | 뵤른 뷔르두스묘르 Bjǫrn byrðusmjǫr |                                    |                                    | 토리르                              | 토리르                              | 토리르                              | 토리르                              | 토리르                              | 토리르                              |                                       |                                       | 프리드게르드                          | 프리드게르드                          | 프리드게르드                          | 프리드게르드                          | 프리드게르드 | 프리드게르드 |                                                      |                                                      |                                                      |                                                      |                                                      |                                                      |  |  |
| 뵤른 뷔르두스묘르 Bjǫrn byrðusmjǫr | 뵤른 뷔르두스묘르 Bjǫrn byrðusmjǫr | 뵤른 뷔르두스묘르 Bjǫrn byrðusmjǫr | 뵤른 뷔르두스묘르 Bjǫrn byrðusmjǫr | 뵤른 뷔르두스묘르 Bjǫrn byrðusmjǫr | 뵤른 뷔르두스묘르 Bjǫrn byrðusmjǫr |                                    |                                    | 토리르                              | 토리르                              | 토리르                              | 토리르                              | 토리르                              | 토리르                              |                                       |                                       | 프리드게르드                          | 프리드게르드                          | 프리드게르드                          | 프리드게르드                          | 프리드게르드 | 프리드게르드 |                                                      |                                                      |                                                      |                                                      |                                                      |                                                      |  |  |
|                                    |                                    |                                    |                                    |                                    |                                    |                                    |                                    |                                     |                                     |                                     |                                     |                                     |                                     |                                       |                                       |                                       |                                       |                                       |                                       |              |              |                                                      |                                                      |                                                      |                                                      |                                                      |                                                      |  |  |
|                                    |                                    |                                    |                                    |                                    |                                    |                                    |                                    |                                     |                                     |                                     |                                     |                                     |                                     |                                       |                                       |                                       |                                       |                                       |                                       |              |              |                                                      |                                                      |                                                      |                                                      |                                                      |                                                      |  |  |
| 토르드 프라 호프다 Þórðr fra Hǫfða | 토르드 프라 호프다 Þórðr fra Hǫfða | 토르드 프라 호프다 Þórðr fra Hǫfða | 토르드 프라 호프다 Þórðr fra Hǫfða | 토르드 프라 호프다 Þórðr fra Hǫfða | 토르드 프라 호프다 Þórðr fra Hǫfða |                                    |                                    | 토르게르드                          | 토르게르드                          | 토르게르드                          | 토르게르드                          | 토르게르드                          | 토르게르드                          |                                       |                                       | 토르드겔리르                          | 토르드겔리르                          | 토르드겔리르                          | 토르드겔리르                          | 토르드겔리르 | 토르드겔리르 |                                                      |                                                      |                                                      |                                                      |                                                      |                                                      |  |  |
| 토르드 프라 호프다 Þórðr fra Hǫfða | 토르드 프라 호프다 Þórðr fra Hǫfða | 토르드 프라 호프다 Þórðr fra Hǫfða | 토르드 프라 호프다 Þórðr fra Hǫfða | 토르드 프라 호프다 Þórðr fra Hǫfða | 토르드 프라 호프다 Þórðr fra Hǫfða |                                    |                                    | 토르게르드                          | 토르게르드                          | 토르게르드                          | 토르게르드                          | 토르게르드                          | 토르게르드                          |                                       |                                       | 토르드겔리르                          | 토르드겔리르                          | 토르드겔리르                          | 토르드겔리르                          | 토르드겔리르 | 토르드겔리르 |                                                      |                                                      |                                                      |                                                      |                                                      |                                                      |  |  |
|                                    |                                    |                                    |                                    |                                    |                                    |                                    |                                    |                                     |                                     |                                     |                                     |                                     |                                     |                                       |                                       |                                       |                                       |                                       |                                       |              |              |                                                      |                                                      |                                                      |                                                      |                                                      |                                                      |  |  |
|                                    |                                    |                                    |                                    |                                    |                                    |                                    |                                    |                                     |                                     |                                     |                                     |                                     |                                     |                                       |                                       |                                       |                                       |                                       |                                       |              |              |                                                      |                                                      |                                                      |                                                      |                                                      |                                                      |  |  |
|                                    |                                    |                                    |                                    | 스노리 토르다르손 Snorri Þórðarson | 스노리 토르다르손 Snorri Þórðarson | 스노리 토르다르손 Snorri Þórðarson | 스노리 토르다르손 Snorri Þórðarson | 스노리 토르다르손 Snorri Þórðarson  | 스노리 토르다르손 Snorri Þórðarson  |                                     |                                     | 토르힐드 류파 Þórhildr Rjúpa        | 토르힐드 류파 Þórhildr Rjúpa        | 토르힐드 류파 Þórhildr Rjúpa          | 토르힐드 류파 Þórhildr Rjúpa          | 토르힐드 류파 Þórhildr Rjúpa          | 토르힐드 류파 Þórhildr Rjúpa          |                                       |                                       |              |              |                                                      |                                                      |                                                      |                                                      |                                                      |                                                      |  |  |
|                                    |                                    |                                    |                                    | 스노리 토르다르손 Snorri Þórðarson | 스노리 토르다르손 Snorri Þórðarson | 스노리 토르다르손 Snorri Þórðarson | 스노리 토르다르손 Snorri Þórðarson | 스노리 토르다르손 Snorri Þórðarson  | 스노리 토르다르손 Snorri Þórðarson  |                                     |                                     | 토르힐드 류파 Þórhildr Rjúpa        | 토르힐드 류파 Þórhildr Rjúpa        | 토르힐드 류파 Þórhildr Rjúpa          | 토르힐드 류파 Þórhildr Rjúpa          | 토르힐드 류파 Þórhildr Rjúpa          | 토르힐드 류파 Þórhildr Rjúpa          |                                       |                                       |              |              |                                                      |                                                      |                                                      |                                                      |                                                      |                                                      |  |  |
|                                    |                                    |                                    |                                    |                                    |                                    |                                    |                                    |                                     |                                     |                                     |                                     |                                     |                                     |                                       |                                       |                                       |                                       |                                       |                                       |              |              |                                                      |                                                      |                                                      |                                                      |                                                      |                                                      |  |  |
|                                    |                                    |                                    |                                    |                                    |                                    |                                    |                                    | 토르드 헤스트호프디 Þórðr hesthǫfði | 토르드 헤스트호프디 Þórðr hesthǫfði | 토르드 헤스트호프디 Þórðr hesthǫfði | 토르드 헤스트호프디 Þórðr hesthǫfði | 토르드 헤스트호프디 Þórðr hesthǫfði | 토르드 헤스트호프디 Þórðr hesthǫfði |                                       |                                       | 토룬 Þorunn                           | 토룬 Þorunn                           | 토룬 Þorunn                           | 토룬 Þorunn                           | 토룬 Þorunn  | 토룬 Þorunn  |                                                      |                                                      |                                                      |                                                      |                                                      |                                                      |  |  |
|                                    |                                    |                                    |                                    |                                    |                                    |                                    |                                    | 토르드 헤스트호프디 Þórðr hesthǫfði | 토르드 헤스트호프디 Þórðr hesthǫfði | 토르드 헤스트호프디 Þórðr hesthǫfði | 토르드 헤스트호프디 Þórðr hesthǫfði | 토르드 헤스트호프디 Þórðr hesthǫfði | 토르드 헤스트호프디 Þórðr hesthǫfði |                                       |                                       | 토룬 Þorunn                           | 토룬 Þorunn                           | 토룬 Þorunn                           | 토룬 Þorunn                           | 토룬 Þorunn  | 토룬 Þorunn  |                                                      |                                                      |                                                      |                                                      |                                                      |                                                      |  |  |
|                                    |                                    |                                    |                                    |                                    |                                    |                                    |                                    |                                     |                                     |                                     |                                     |                                     |                                     |                                       |                                       |                                       |                                       |                                       |                                       |              |              |                                                      |                                                      |                                                      |                                                      |                                                      |                                                      |  |  |
|                                    |                                    |                                    |                                    |                                    |                                    |                                    |                                    |                                     |                                     |                                     |                                     |                                     |                                     | 토르핀 카를세프니 Þorfinnr Karlsefni  | 토르핀 카를세프니 Þorfinnr Karlsefni  | 토르핀 카를세프니 Þorfinnr Karlsefni  | 토르핀 카를세프니 Þorfinnr Karlsefni  | 토르핀 카를세프니 Þorfinnr Karlsefni  | 토르핀 카를세프니 Þorfinnr Karlsefni  |              |              | 구드리드 토르뱌르나르도티르 Gudrid Thorbjarnardóttir | 구드리드 토르뱌르나르도티르 Gudrid Thorbjarnardóttir | 구드리드 토르뱌르나르도티르 Gudrid Thorbjarnardóttir | 구드리드 토르뱌르나르도티르 Gudrid Thorbjarnardóttir | 구드리드 토르뱌르나르도티르 Gudrid Thorbjarnardóttir | 구드리드 토르뱌르나르도티르 Gudrid Thorbjarnardóttir |  |  |
|                                    |                                    |                                    |                                    |                                    |                                    |                                    |                                    |                                     |                                     |                                     |                                     |                                     |                                     | 토르핀 카를세프니 Þorfinnr Karlsefni  | 토르핀 카를세프니 Þorfinnr Karlsefni  | 토르핀 카를세프니 Þorfinnr Karlsefni  | 토르핀 카를세프니 Þorfinnr Karlsefni  | 토르핀 카를세프니 Þorfinnr Karlsefni  | 토르핀 카를세프니 Þorfinnr Karlsefni  |              |              | 구드리드 토르뱌르나르도티르 Gudrid Thorbjarnardóttir | 구드리드 토르뱌르나르도티르 Gudrid Thorbjarnardóttir | 구드리드 토르뱌르나르도티르 Gudrid Thorbjarnardóttir | 구드리드 토르뱌르나르도티르 Gudrid Thorbjarnardóttir | 구드리드 토르뱌르나르도티르 Gudrid Thorbjarnardóttir | 구드리드 토르뱌르나르도티르 Gudrid Thorbjarnardóttir |  |  |

1. ↑  《하우크의 서》에서는 라그나르 로드브로크 — 뵤른 야른시다 — 아슬락소나르 — 토르발드 흐뤼그 — 뵤른 뷔르두스묘르 …… 라고 되어 있다.
2. ↑  《하우크의 서》에서는 뱌르나르소나르 야른시두(Bjarnarsonar járnsíðu)
3. ↑  《하우크의 서》에서는 토르발드 흐뤼그 아슬레익손(Þórvaldr hryggr Ásleiksson)[6]
4. ↑  《하우크의 서》에서는 모친 프리드게르드와 이름이 같을 가능성이 시사됨되
5. ↑  올라프 페일란의 아들이며 아우드 듀푸드가의 손자